# Efferia fuscanipennis
Efferia fuscanipennis este o specie de muște din genul Efferia, familia Asilidae. A fost descrisă pentru prima dată de Macquart în anul 1850.
Este endemică în French Guiana. Conform Catalogue of Life specia Efferia fuscanipennis nu are subspecii cunoscute.